# Антильська течія

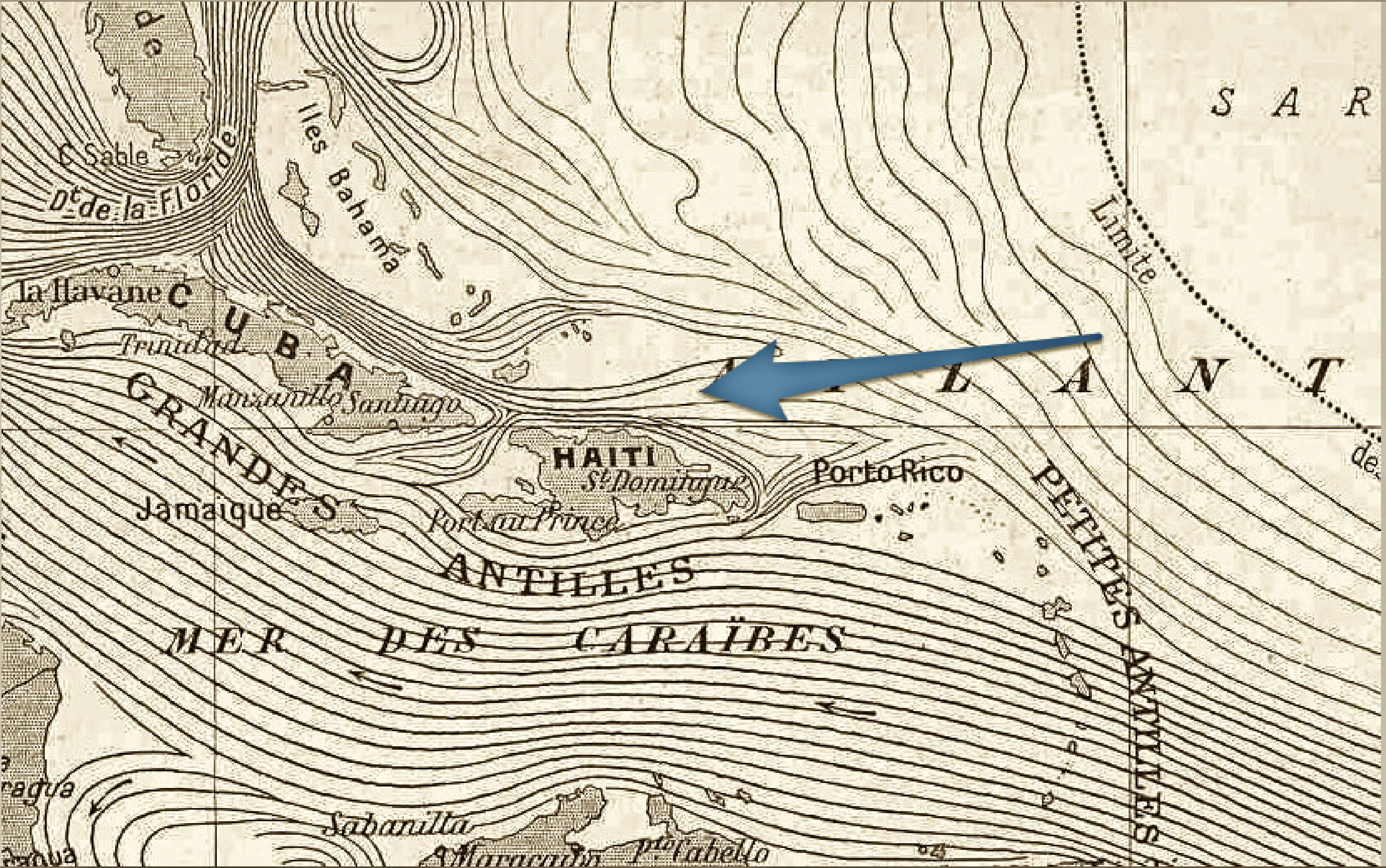
Антильська течія, відгалуження Північноекваторіальної течії

Анти́льська течія́ — тепла (температура від +22 до +28°) течія Атлантичного океану, північна гілка Північноекваторіальної течії, починається NE від о. Пуерто-Рико, прямує у напрямку NW, омиває Антильські та Багамські острови.
Течія є частиною замкнутої циркуляції Північної Атлантики, головним чином викликаної Північноекваторіальною та Південноекваторіальною течіями, а також розглядається в більш широкому контексті антициклональної, субтропічної системи циркуляції Північної півкулі. У районі Багамських островів (бл. 30° пн. ш. та 75° зх. д.) вона з'єднується з Флоридською течією, що тече з Мексиканської затоки, створюючи Гольфстрим.
Швидкість 0,9-1,9 км / год, температура в лютому 25, в серпні 28 ° С. Солоність 36-37 ‰. Транспортує 2 — 12 млн м³/сек.